# Enicospilus philippinensis
Enicospilus philippinensis là một loài tò vò trong họ Ichneumonidae.